# Szövegbányászat
A szövegbányászat a strukturálatlan vagy kis mértékben strukturált szöveges állományokból történő ismeret kinyerésének tudománya; olyan különböző dokumentumforrásokból származó szöveges ismeretek és információk gépi intelligenciával történő kigyűjtése és reprezentációja, amely a feldolgozás előtt rejtve és feltáratlanul maradt az elemző előtt.
Az egyszerű keresésnél jóval többet hivatott nyújtani a szövegbányászat. Míg szöveges keresés esetében meglévő információkra kívánunk kis időbefektetéssel rátalálni (nagy relevanciájú találati eredmények által), addig a szövegbányászat során olyan tudásra, ismeretekre is szert kívánunk tenni, ami explicite nem volt benne a rendelkezésre álló dokumentumállományban (korpuszban), csak indirekt módon, rejtve, látensen. Bár a teljes szövegű keresés is a szövegbányászat része, a szövegbányászat a keresésnél jóval többet jelent, hasonlóan, ahogy az adatbányászat is jóval többet jelent az egyszerű adatkeresésnél.
A szövegbányászat nagy mértékben épít az adatbányászat eredményeire, ahol elsősorban számszerű adatok feldolgozása történik intelligens gépi módszerekkel. Az adatbányászat azon eredményeit, amelyek minták felismerésére, adatreprezentációra, előrejelzésre, statisztikai összefüggések kimutatására vonatkoznak, a szövegbányászat is nagymértékben hasznosítja. A különbség abban mutatkozik, hogy míg adatbányászat esetében jól strukturált számszerű adatokkal dolgozunk, addig a szövegbányászatban strukturálatlan szöveges állományok képezik a kiindulási alapot.